# Małomychajliwka (rejon synelnykowski)
Małomychajliwka (ukr. Маломихайлівка) – wieś na Ukrainie, w obwodzie dniepropetrowskim, w rejonie synelnykowskim. W 2001 liczyła 3036 mieszkańców, spośród których 2947 posługiwało się językiem ukraińskim, 72 rosyjskim, 3 mołdawskim, 3 białoruskim, 1 ormiańskim, a 10 innym.

## Urodzeni
- Ołeksandr Oksanczenko